# こうのす花火大会
こうのす花火大会（こうのすはなびたいかい）は、埼玉県鴻巣市の荒川河川敷で行われる花火大会。2014年10月11日には世界最重量の花火玉として四尺玉が打ち上げられ、ギネス世界記録に認定された。

## 歴史
かつての鴻巣
鴻巣は中山道の宿場町鴻巣宿として発展、東京の住宅衛星都市である。日本書紀によると武蔵国造の乱で鴻巣郷に隣接する埼玉郡笠原郷を拠点としたとされる笠原直使主が朝廷から武蔵国造を任命され、一時は武蔵の国の国府が置かれたところ「国府の州」が「こうのす」と転じ、後に「鴻（こうのとり）伝説」から「鴻巣」の字を当てたとする伝承もある。天正19年（1591年）より徳川家康の鴻巣での鷹狩りが頻繁に行われるようになり、文禄2年（1593年）には鴻巣砦跡に鴻巣御殿が築造された。
天文12年（1543年）、種子島にポルトガル人によって鉄砲と爆薬物とその製法も併せて伝えられた。軍事用として鉄砲、大筒、狼煙などに活用され、関ヶ原の役や天草の乱が終わった徳川泰平期には観賞花火へと移っていった。そして慶長5年（1600年）頃、細川幽斎の家臣・稲富の砲術家・伊賀守直家は、細川家を追放され徳川家康に仕えたが、その後、尾州家お預けで尾州家の砲術師範として貢献した。慶長17年（1612年）、足助八幡社に『扇的打図』という花火に関する偏額に「尾州藩稲留派先生当国住岩神村沢田四郎衛門行年78才」と記し献納されていることから、稲富直家の門人が花火技術を伝えた資料と考えられている。
家康は花火を観た
花火を日本で最初に観たのは、徳川家康という定説がある、『駿府政事録』によれば「慶長18年（1613年）8月3日、明国の商人がイギリス人を案内して駿府城に徳川家康を訪ね、家康に城の二の丸で花火を供覧した。」との記述がある。三代将軍家光も花火が好きだったそうで、諸大名も好んで納涼の催しとして花火を楽しんだ。特に大川端に下屋敷がある大名は納涼に花火を楽しんだ。尾張、紀州、水戸の親藩、仙台、加賀など雄藩の花火は特に人気があり、江戸市民も夕涼みを兼ね花火見物をした。
花火大会の提案
埼玉県鴻巣市の商工会青年部は「地域の振興発展と子供たちに夢や希望を与えたい」と、主催している「こうのす花火大会」は、ボランティアによって運営されている。鴻巣市は平成17年（2005年）鴻巣市と旧川里町、旧吹上町の市町村合併、その後、平成22年（2010年）に商工会青年部も合併した歴史がある。商工会青年部は商工会の下部組織で、催事事業のお手伝いがメインだったが、青年部で主催事業をやってみたらと提案したことが始まり。
実現可能、不可能に関わらず、インパクトがあり、地元に貢献でき、誰もが好きなことなどを条件に案を出し合った。サスケ、サンバカーニバル、球技大会、市内全域での鬼ごっこやかくれんぼ、仮装行列、そして花火大会などが候補に上がった。やるなら「花火大会」くらいインパクトがあって、地域に貢献できるものに挑戦したいと思った。
本当にできるの
隣接の東松山市では、商工会青年部が携わって花火大会を実施していたので、そこで一から全て教えてもらい、秩父の青年部の花火屋を紹介してもらった。資金集め、警備計画、許認可申請などやることが膨大だった、イベントを提案してから2年が経過した。さらに10カ月、資料を完成させ行政・警察・消防などと交渉し、実行の段階で執行部、理事会から「本当にできるの」との声が出た。青年部には多種組織があり、承認を得なければならない事が幾つもあった。伝統を重んじ変革を好まない慎重派、新しく挑戦したい行動派、色々な問題を洗い出し理解を求め解決を繰り返した。会場設営や資金集め、すべて未経験なことばかり、一番大変なのは資金集めです、有難いことに年々増えている。
四尺玉の打上げ
尺玉300連発で構成される「鳳凰乱舞」は日本一のラストスターマインとも呼ばれる圧巻の打上花火です。日本三大花火に肩を並べられるような花火大会にしたい、そんな思いから鳳凰乱舞以外にも何か目玉になるようなものを考えた。思いついたのが「四尺玉」だった、広い荒川の河川敷を活かしたスケールの大きい花火は、川幅日本一を最大限に活かした、ここでしかできない花火は四尺玉しかない。前例がない花火の打上なので、本当に四尺玉の打上げが可能なのか、試し打ちをして、許認可を取るまでの戦いが始まった。
試し打ちの設営準備には丸一カ月を要し、鉄板を何百枚と敷き、1トンの土嚢を300袋も作り運んだ。（2014年）に世界一重い四尺玉を打上げギネスブックに認定された。
日本三大花火大会
「日本三大花火大会」に肩を並べられるような勢いでやっていきたい。街の活性化に繋がり、色々な団体と協力し、市民がボランティアで来てくれる。鴻巣全体で作れる花火大会になっていけたら、花火大会としての質も上がる、さらなる街の活性化に繋がる。すでにボランティアは入っている、消防団、自衛隊、中学校など、設営から手伝ってくれる中学校もある。
日本一の花火大会
こうのす花火大会の魅力は、音楽とのマッチングにある、鳳凰乱舞の曲を募集する。地元アーティストが音楽祭をやり、無料エリアには30台のキッチンカーが登場し、食のフェスのように楽しめる。埼玉県とメキシコ州の姉妹都市40周年を記念して、メキシコから花火師が来て仕掛け花火を披露してくれる。さらには「日本一の花火大会」を目指すことで、多くの市民や子供たちに夢と希望を持ってもらうと共に、ふるさと意識の向上を図ることで、地域振興発展に繋げていく。

## 開催記録
- 第1回 - 平成14年（2002年）7月27日 - 3,000発[7]
- 第2回 - 平成15年（2003年）7月26日 - 5,000発[7]。
- 第3回 - 平成16年（2004年）7月24日 - 8,000発[8]。
- 第4回 - 平成17年（2005年）7月30日 - 10,000発[8]。
- 第5回 - 平成18年（2006年）7月29日 - 12,000発[8]。
- 第6回 - 平成19年（2007年）7月28日 - 13,000発[8]。
- 第7回 - 平成20年（2008年）7月28日 - 15,000発、正三尺玉1発、正二尺玉1発[8]。
- 第8回 - 平成21年（2009年）7月25日 - 15,000発[9]。
- 第9回 - 平成22年（2010年）7月31日 - 15,000発、正三尺玉2発[10]。
- 第10回 - 平成23年（2011年）10月8日 - 15,000発、正三尺玉2発、尺玉300発、鳳凰乱舞[11]。
- 第11回 - 平成24年（2012年）9月29日 - 15,000発超、正三尺玉2発、正二尺玉2発、尺玉300発、鳳凰乱舞[12]。
- 第12回 - 平成25年（2013年）10月12日 - 15,000発超、四尺玉、正三尺玉、正二尺玉、尺玉300発、鳳凰乱舞[13]。
- 第13回 - 平成26年（2014年）10月11日 - 15,000発超、四尺玉、正三尺玉、尺玉300発、鳳凰乱舞[8]。
- 第14回 - 平成27年（2015年）10月10日 - 15,000発超、四尺玉、正三尺玉、尺玉300発、鳳凰乱舞、コスモス乱舞[8]。四尺玉が世界で最も重い花火としてギネス世界記録に認定される。
- 第15回 - 平成28年（2016年）10月8日 - 15,000発超、四尺玉、正三尺玉、尺玉300発、鳳凰乱舞、コスモス乱舞[8]。
- 第16回 - 平成29年（2017年）10月8日 - 15,000発超、四尺玉、正三尺玉、尺玉300発、鳳凰乱舞、コスモス乱舞[8]。
- 第17回 - 平成30年（2018年）10月13日 - 15,000発超、四尺玉、正三尺玉、尺玉300発、鳳凰乱舞、艶々燦燦[8]。
- 第18回 - 令和元年（2019年）10月12日 - 20,000発超、四尺玉、正三尺玉、尺玉300発、台風の為中止[14]。
- 第19回 - 令和4年（2022年）10月1日 - 20,000発超、尺玉300発[15]。第19回大会は本来は令和2年（2020年）に開催予定が、新型コロナウィルスの影響により延期、令和3年（2021年）も感染対策徹底し開催する予定が、会場の糠田運動場周辺河川敷の堤防拡張工事実施により会場確保が難しくなり、また他会場へ移した場合の安全面などの問題もあり再延期となった。令和4年（2022年）10月1日の第19回大会は3年ぶり開催となった。
- 第20回 - 令和5年（2023年）10月7日 - 20,000発超、四尺玉、尺玉300発[8]。

## 開催内容
- 打ち上げ場所 - 〒365-0059 埼玉県鴻巣市糠田1073-1、運動場および荒川河川敷[1]
- 打上日時 - 毎年10月第1土曜日[1]
- 打ち上げ時間 - 開会 午後6時[1]
- 打ち上げ発数 - 約20,000発（予定）[1]
- 人出人数 - 60万人（2023年 第19回大会実績）[1]
- 入場料 - 無料（一部有料観覧席あり）[1]
- 観覧席 - 協賛席 約12,000人収容予定、有料観覧席 約6,000人収容予定[1]
- 荒天時 - 荒天等の場合は翌日曜日[1]
- 駐車場 - 協賛者 専用駐車場有[1]
- 駐車場利用時間 - 午前9時30分〜午後24時 [1]
- 駐車料金 - 1日2,000円、延期・中止など払戻不可、再入場不可[1]
- 閉門後駐車料金 - 河川敷環境美化協力金5,000円[1]
- 公園内禁止行為 - バーベキュー、火気使用（焚火、花火、ガスコンロなど）、キャンプ（テント泊、車中泊）、ペット（放飼い）、ドローン[1]

## 主催・後援・協力
- 主催 - 鴻巣市商工会青年部[1]
- 後援 - 埼玉県・鴻巣市・鴻巣市教育委員会・鴻巣市観光協会・鴻巣市商工会[1]

## 会場アクセス
- 最寄駅
  - JR高崎線 - 鴻巣駅西口より徒歩約30分[1]
- 花火観覧会場・障害者用観覧場所[1]
  - 場所 - 公園東側地域、大会本部、飲食ブース[1]